# کشف الغطاء عن مبهمات الشریعة الغراء
کشف الغطاء عن مبهمات الشریعة الغراء، نوشته شیخ جعفر کاشف الغطاء از برترین کتب فقهی شیعه امامیه در عقاید، فقه، اصول و سیاست است و مصنف در آن، عقاید حق را اثبات کرده‌است. که در سفر تألیف شده‌است.
شیخ جعفر بن خضر پس از تالیف این کتاب بود که به «کاشف‌الغطاء» شهرت یافت.

## محتوا
این کتاب در سه فن است:
- فن اول مربوط به اصول اعتقادی مثل توحید، عدل، نبوت، امامت و معاد است.
- فن دوم مربوط به اصول فقه‌است
- فن سوم مربوط به فروع فقهی است که از کتاب طهارت شروع می‌شود و به کتاب جهاد پایان می‌پذیرد.